# Salesius Mugambi
Salesius Mugambi (ur. 1951 w Egandene) – kenijski duchowny rzymskokatolicki, od 2004 biskup Meru.

## Życiorys
Święcenia kapłańskie przyjął 10 grudnia 1977 i został inkardynowany do diecezji Meru. Po dwuletnim stażu wikariuszowskim otrzymał nominację na kapelana wojskowego. W 1986 został proboszczem w Igoji i Muthambi, zaś pięć lat później wyjechał do Hiszpanii i rozpoczął studia z prawa kanonicznego na Uniwersytecie Nawarry, ukończone w 1994 z tytułem licencjata. Po powrocie do kraju został proboszczem w Riji, zaś trzy lata później został rektorem seminarium propedeutycznego w Molo. W latach 2000–2002 był rektorem krajowego seminarium w Nairobi.
1 grudnia 2001 został mianowany biskupem koadiutorem Meru. Sakry biskupiej udzielił mu 19 marca 2002 ówczesny nuncjusz apostolski w Kenii, abp Giovanni Tonucci. Pełnię rządów w diecezji objął 18 marca 2004.